# Đảo san hô vòng Ailinglaplap
Ailinglaplap (tên tiếng Anh: Ailinglaplap Atoll) là một đảo san hô vòng gồm 56 đảo nhỏ nằm ở Thái Bình Dương thuộc chuỗi đảo Ralik của quần đảo Marshall. Đảo có diện tích đất liền là 14.7 km2 và bao phủ phá nước có diện tích 750 km2.